# Флаг Преображенского
Флаг внутригородского муниципального образования Преображе́нское в Восточном административном округе города Москвы Российской Федерации.
Флаг утверждён 12 октября 2004 года и является официальным символом муниципального образования Преображенское.

## Описание
«Флаг муниципального образования Преображенское представляет собой двустороннее, прямоугольное полотнище с соотношением сторон 2:3.
Полотнище флага состоит из двух равновеликих вертикальных полос: прилегающей к древку зелёной и красной.
В центре полотнища помещено изображение офицерского полкового знака Лейб-гвардии Преображенского полка, утверждённого 25 июня 1909 года (жёлтое с синим). Габаритные размеры изображения составляют 1/2 длины и 7/8 ширины полотнища».

## Обоснование символики
Зелёная и красная полосы, а также офицерский полковой знак лейб-гвардии Преображенского полка символизируют один из первых полков российской армии. Полк был образован в 1687 году из сверстников Петра I, «потешных», собранных им для военных игр в подмосковном селе Преображенское. По имени села полк был назван Преображенским. Полковой знак был создан на основе эскиза Андреевского креста, выполненного Петром I. Зелёный и красный — традиционные цвета униформы полка (тёмно-зелёный мундир с красной отделкой).